# Supercoppa greca 2000 (pallavolo)
La Supercoppa greca 2000 si è svolta il 7 ottobre 2000: al torneo hanno partecipato due squadre di club greche e la vittoria finale è andata per la prima volta all'Olympiakos.

## Regolamento
Le squadre hanno disputato una gara unica.

## Squadre partecipanti
| Squadra           | Qualificazione                     |
| ----------------- | ---------------------------------- |
| Īraklīs Salonicco | Vincitrice Coppa di Grecia 1999-00 |
| Olympiakos        | Vincitrice A1 Ethnikī 1999-00      |

## Torneo
| 7 ottobre 2000 Alexandreio Melathron, Salonicco Durata: ? - Spettatori: ? | Olympiakos | 3 - 1 | Īraklīs Salonicco | 20-25, 25-19, 25-23, 26-24 |